# Chris Isaak

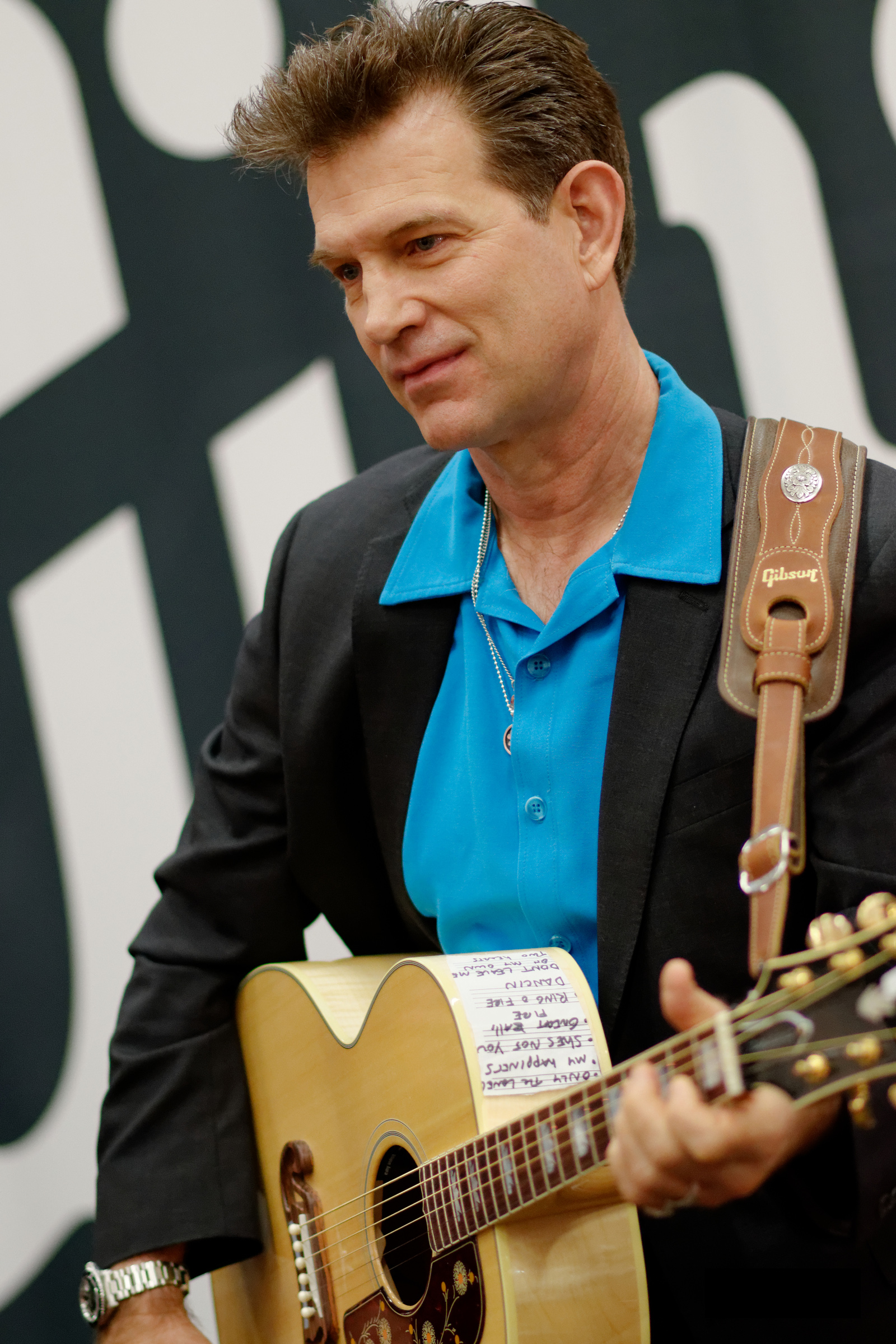
Chris Isaak, 2014

Christopher Joseph Isaak (* 26. Juni 1956 in Stockton, Kalifornien) ist ein US-amerikanischer Sänger und Filmschauspieler.

## Leben und Wirken

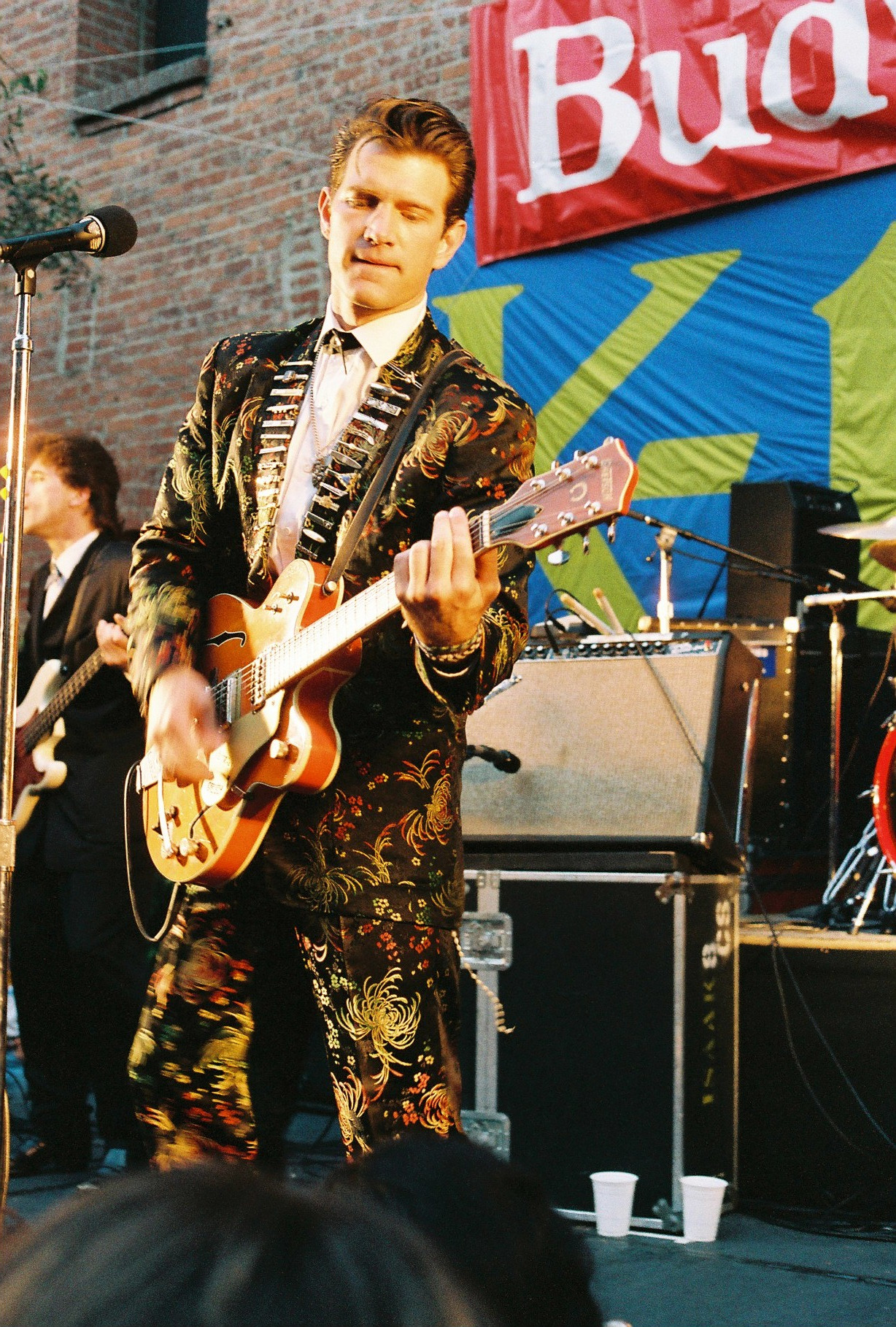
Chris Isaak, 1988

1981 gründete Chris Isaak mit James Calvin Wilsey (Gitarre), Kenney Dale Johnson (Schlagzeug), und Rowland Salley (Bass) die Band Silvertone. 1985 brachte er sein erstes Solo-Album, Silvertone, heraus. Sein Deutschland-Debüt hatte er am 28. Oktober 1985 im Onkel Pö in Hamburg.
Sein wohl bekanntester Titel ist das 1989 entstandene Liebeslied Wicked Game, das nach seiner Veröffentlichung aber zunächst unbeachtet blieb. Erst durch die Verwendung der Instrumentalversion in einer Schlüsselszene von David Lynchs Film Wild at Heart gewann der Titel an Popularität und erzielte Ende 1990 bzw. Anfang 1991 Top-10-Platzierungen u. a. in den britischen, amerikanischen und auch deutschen Charts. Zum Erfolg trug dabei auch der Schwarz-Weiß-Clip mit dem dänischen Model Helena Christensen bei.
Mit dem wiederveröffentlichten Song Blue Hotel (dieser stammte ursprünglich aus dem Jahr 1986) hatte Isaak im Frühjahr 1991 noch einen weiteren Top-20-Hit.
Der Sänger trat auch als Schauspieler in Erscheinung, unter anderem in Filmen wie Little Buddha, Das Schweigen der Lämmer und Die Mafiosi-Braut. In den Vereinigten Staaten war er von 2001 bis März 2004 in seiner eigenen Fernsehserie The Chris Isaak Show zu sehen. Die Serie zeigte das fiktive Alltagsleben des Rock-Musikers.
Im Jahr 2009 war er Gastgeber der Show The Chris Isaak Hour, die auch der deutsche Biography Channel ausstrahlte. Isaak begrüßte in jeder Folge einen neuen Musikstar (beispielsweise Yusuf Islam oder die Smashing Pumpkins), um mit ihm live im Studio zu musizieren und ins Gespräch zu kommen. Insgesamt gab es acht Ausgaben.
2015 gehörte er zu den Juroren der 7. Staffel der australischen TV-Casting-Show The X Factor.

## Kontroverse bei den MTV Movie Awards 1995
Bei den MTV Movie & TV Awards 1995 trat Chris Isaak gemeinsam mit Cameron Diaz als Präsentator des Preises für den „Besten Kuss“ auf. Während der Anmoderation versuchte Isaak mehrfach, Diaz gegen ihren Willen zu küssen, was in der Live-Übertragung deutlich sichtbar war. Diaz zeigte sich sichtlich unwohl und versuchte, den Annäherungen auszuweichen. Am selben Abend gewann Jim Carrey den Preis für den „Besten Kuss“ und begrüßte Isaak auf der Bühne mit einem Kuss, was von vielen als humorvolle Retourkutsche und Solidaritätsbekundung gegenüber Diaz interpretiert wurde. Dieser Vorfall wurde damals kaum thematisiert, erlangte jedoch Jahre später durch das Wiederauftauchen des Videomaterials in sozialen Medien erneute Aufmerksamkeit und wurde als unangemessenes Verhalten kritisiert.

## Bildergalerie

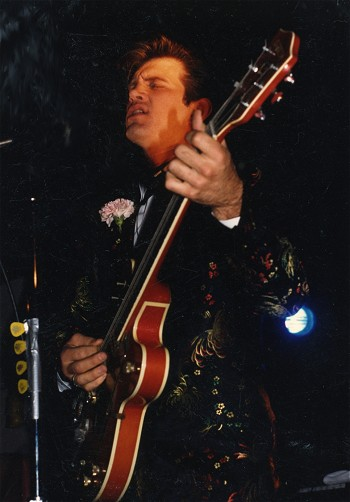
1986, Berkeley Square in Berkeley
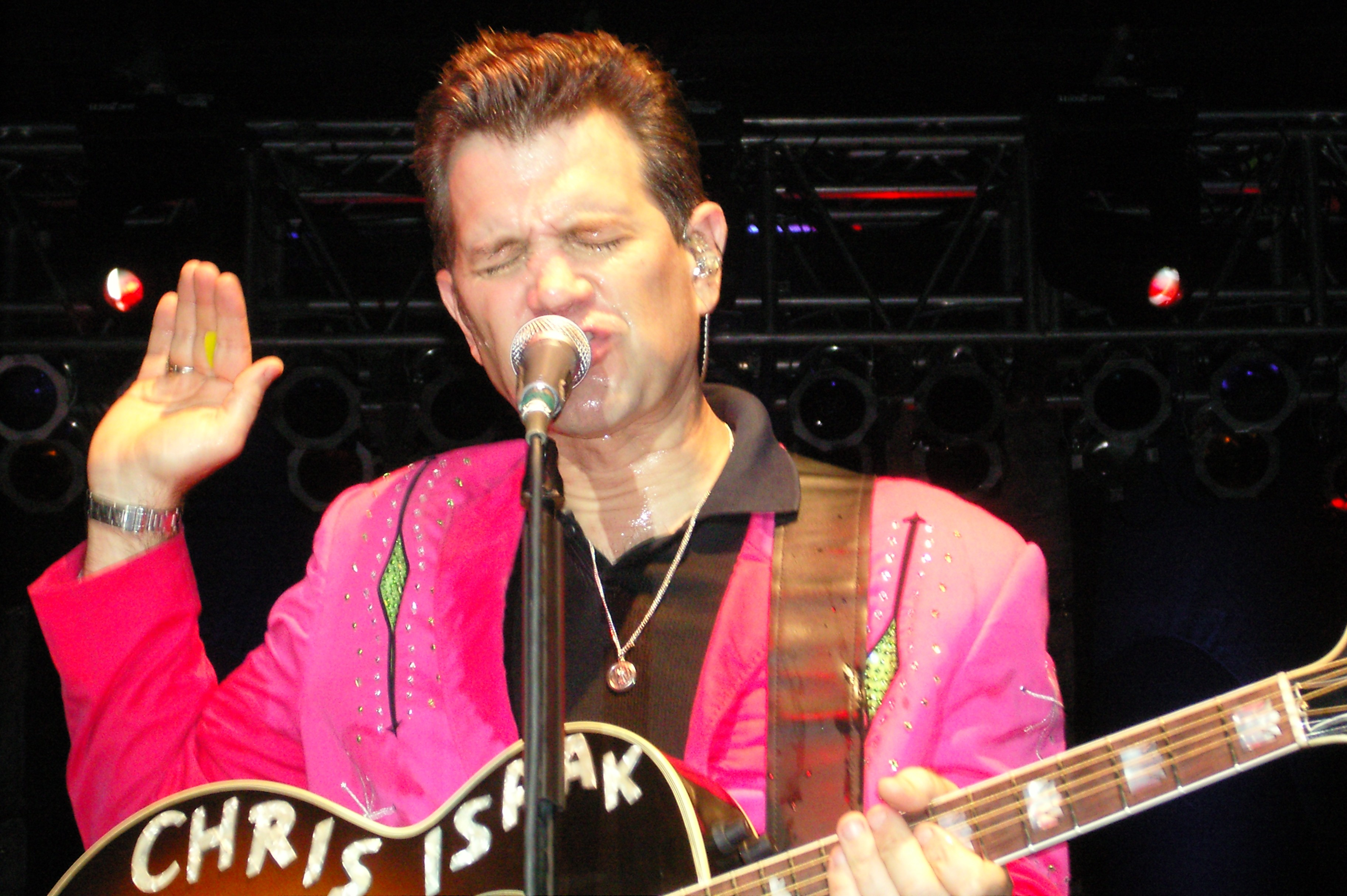
2006, Pompano Beach Amphitheater

## Diskografie

### Studioalben
| Jahr | Titel                 | Höchstplatzierung, Gesamtwochen, AuszeichnungChartplatzierungen (Jahr, Titel, Platzierungen, Wochen, Auszeichnungen, Anmerkungen) | Höchstplatzierung, Gesamtwochen, AuszeichnungChartplatzierungen (Jahr, Titel, Platzierungen, Wochen, Auszeichnungen, Anmerkungen) | Höchstplatzierung, Gesamtwochen, AuszeichnungChartplatzierungen (Jahr, Titel, Platzierungen, Wochen, Auszeichnungen, Anmerkungen) | Höchstplatzierung, Gesamtwochen, AuszeichnungChartplatzierungen (Jahr, Titel, Platzierungen, Wochen, Auszeichnungen, Anmerkungen) | Höchstplatzierung, Gesamtwochen, AuszeichnungChartplatzierungen (Jahr, Titel, Platzierungen, Wochen, Auszeichnungen, Anmerkungen) | Anmerkungen                              |
| Jahr | Titel                 | DE | AT | CH | UK | US | Anmerkungen                              |
| ---- | --------------------- | --- | --- | --- | --- | --- | ---------------------------------------- |
| 1985 | Silvertone            | — | — | — | — | — | Erstveröffentlichung: 10. Januar 1985    |
| 1987 | Chris Isaak           | — | — | — | — | US194 (2 Wo.)US | Erstveröffentlichung: 10. März 1987      |
| 1989 | Heart Shaped World    | — | — | — | — | US7 ×2Doppelplatin · (74 Wo.)US                                                                                                   | Erstveröffentlichung: 13. Juni 1989      |
| 1993 | San Francisco Days    | DE46 (9 Wo.)DE | AT31 (4 Wo.)AT | CH26 (4 Wo.)CH | UK12 Silber · (5 Wo.)UK | US35 Gold · (24 Wo.)US | Erstveröffentlichung: 13. April 1993     |
| 1995 | Forever Blue          | DE55 (8 Wo.)DE | — | CH40 (3 Wo.)CH | UK27 (3 Wo.)UK | US31 Platin · (41 Wo.)US | Erstveröffentlichung: 23. Mai 1995       |
| 1996 | Baja Sessions         | — | — | — | UK100 (1 Wo.)UK | US33 Gold · (17 Wo.)US | Erstveröffentlichung: 8. Oktober 1996    |
| 1998 | Speak of the Devil    | DE99 (1 Wo.)DE | — | — | — | US41 (9 Wo.)US | Erstveröffentlichung: 22. September 1998 |
| 2002 | Always Got Tonight    | DE61 (3 Wo.)DE | — | — | — | US24 (12 Wo.)US | Erstveröffentlichung: 12. Februar 2002   |
| 2004 | Christmas             | — | — | — | — | US109 (3 Wo.)US | Erstveröffentlichung: 12. Oktober 20     |
| 2009 | Mr. Lucky             | — | — | CH62 (1 Wo.)CH | — | US29 (4 Wo.)US | Erstveröffentlichung: 24. Februar 2009   |
| 2011 | Beyond the Sun        | — | — | CH89 (1 Wo.)CH | UK6 Silber · (10 Wo.)UK | US34 (2 Wo.)US | Erstveröffentlichung: 18. Oktober 2011   |
| 2015 | First Comes the Night | — | — | — | UK32 (3 Wo.)UK | US66 (1 Wo.)US | Erstveröffentlichung: 23. Oktober 2015   |

### Livealben
- 1995: Live from Bimbo’s 365 Club in San Francisco
- 2004: Christmas
- 2005: Soundstage Presents Chris Isaak
- 2008: Live in Australia
- 2010: Live at the Fillmore
- 2017: Mr. Lucky in Spain

### Kompilationen
| Jahr | Titel               | Höchstplatzierung, Gesamtwochen, AuszeichnungChartplatzierungen (Jahr, Titel, Platzierungen, Wochen, Auszeichnungen, Anmerkungen) | Höchstplatzierung, Gesamtwochen, AuszeichnungChartplatzierungen (Jahr, Titel, Platzierungen, Wochen, Auszeichnungen, Anmerkungen) | Höchstplatzierung, Gesamtwochen, AuszeichnungChartplatzierungen (Jahr, Titel, Platzierungen, Wochen, Auszeichnungen, Anmerkungen) | Höchstplatzierung, Gesamtwochen, AuszeichnungChartplatzierungen (Jahr, Titel, Platzierungen, Wochen, Auszeichnungen, Anmerkungen) | Höchstplatzierung, Gesamtwochen, AuszeichnungChartplatzierungen (Jahr, Titel, Platzierungen, Wochen, Auszeichnungen, Anmerkungen) | Anmerkungen                       |
| Jahr | Titel               | DE | AT | CH | UK | US | Anmerkungen                       |
| ---- | ------------------- | --- | --- | --- | --- | --- | --------------------------------- |
| 1991 | Wicked Game         | DE3 Gold · (28 Wo.)DE | AT6 (12 Wo.)AT | CH4 Gold · (15 Wo.)CH | UK3 ×2Doppelplatin · (32 Wo.)UK                                                                                                   | — | Erstveröffentlichung: 1991        |
| 2006 | Best of Chris Isaak | DE44 (3 Wo.)DE | — | CH86 (2 Wo.)CH | UK65 (1 Wo.)UK | US54 (13 Wo.)US | Erstveröffentlichung: 9. Mai 2006 |

### Singles
| Jahr | Titel Album                                            | Höchstplatzierung, Gesamtwochen, AuszeichnungChartplatzierungen (Jahr, Titel, Album, Platzierungen, Wochen, Auszeichnungen, Anmerkungen) | Höchstplatzierung, Gesamtwochen, AuszeichnungChartplatzierungen (Jahr, Titel, Album, Platzierungen, Wochen, Auszeichnungen, Anmerkungen) | Höchstplatzierung, Gesamtwochen, AuszeichnungChartplatzierungen (Jahr, Titel, Album, Platzierungen, Wochen, Auszeichnungen, Anmerkungen) | Höchstplatzierung, Gesamtwochen, AuszeichnungChartplatzierungen (Jahr, Titel, Album, Platzierungen, Wochen, Auszeichnungen, Anmerkungen) | Anmerkungen                         |
| Jahr | Titel Album                                            | DE | AT | UK | US | Anmerkungen                         |
| ---- | ------------------------------------------------------ | --- | --- | --- | --- | ----------------------------------- |
| 1987 | Blue Hotel Chris Isaak                                 | — | — | UK100 (1 Wo.)UK | — | Erstveröffentlichung: 1987          |
| 1989 | Wicked Game Heart Shaped World                         | DE9 Gold · (19 Wo.)DE | — | UK10 ×2Doppelplatin · (13 Wo.)UK | US6 Gold · (24 Wo.)US | Erstveröffentlichung: 14. Juli 1989 |
| 1991 | Blue Hotel (1991) Wicked Game                          | DE19 (18 Wo.)DE | AT4 (12 Wo.)AT | UK17 (7 Wo.)UK | — | Erstveröffentlichung: 1991          |
| 1991 | Dancin’ (1991) Wicked Game                             | — | — | UK100 (1 Wo.)UK | — | Erstveröffentlichung: 1991          |
| 1993 | Can’t Do a Thing (to Stop Me) San Francisco Days       | — | — | UK36 (3 Wo.)UK | — | Erstveröffentlichung: 1993          |
| 1993 | San Francisco Days                                     | — | — | UK62 (1 Wo.)UK | — | Erstveröffentlichung: 1993          |
| 1995 | Somebody’s Crying Forever Blue                         | DE76 (10 Wo.)DE | — | UK81 (1 Wo.)UK | US45 (20 Wo.)US | Erstveröffentlichung: 15. Mai 1995  |
| 1998 | Please Speak Of The Devil                              | — | — | UK76 (1 Wo.)UK | — | Erstveröffentlichung: 1998          |
| 1999 | Baby Did a Bad, Bad Thing (1999) Eyes Wide Shut O.S.T. | — | — | UK44 (2 Wo.)UK | — | Erstveröffentlichung: 22. Juni 1999 |
| 2010 | Wicked Game (2010) Best of Chris Isaak                 | — | — | UK48 (1 Wo.)UK | — | Erstveröffentlichung: 2010          |

Weitere Singles
- 1985: Dancin’
- 1985: Gone Ridin’
- 1986: Livin’ for Your Lover
- 1987: You Owe Me Some Kind of Love
- 1987: Lie to Me
- 1987: Heart Full of Soul
- 1989: Don’t Make Me Dream About You
- 1991: Blue Spanish Sky
- 1991: Lie to Me (1991)
- 1993: Solitary Man
- 1993: Two Hearts
- 1993: Dark Moon
- 1995: Baby Did a Bad, Bad Thing
- 1995: Go Walking Down There
- 1996: Graduation Day
- 1996: Think of Tomorrow
- 1996: Dancin’ (1996)
- 1998: Flying
- 2002: Let Me Down Easy
- 2002: One Day
- 2004: Santa Claus Is Coming to Town (mit Stevie Nicks)
- 2006: King Without a Castle
- 2006: Let’s Have a Party
- 2006: I Want You to Want Me
- 2007: Blueberry Hill (Live) (mit Johnny Hallyday)
- 2009: We Let Her Down
- 2009: You Don’t Cry Like I Do
- 2009: Breaking Apart (mit Trisha Yearwood)
- 2011: Live It Up
- 2015: Please Don’t Call
- 2021: Pandemic blues: I Can’t Take It

### Videoalben
- 2005: Soundstage Presents Chris Isaak

## Auszeichnungen für Musikverkäufe
| Goldene Schallplatte - Australien - 1995: für die Single Somebody’s Crying - 1996: für das Album Baja Sessions - 1999: für die Single Baby Did a Bad, Bad Thing - 2001: für das Album Chris Isaak - 2002: für das Album Always Got Tonight - 2011: für das Album Beyond the Sun - Kanada - 1993: für das Album San Francisco Days - 1995: für das Album Forever Blue - Neuseeland - 2006: für das Album Best of Chris Isaak - Schweden - 1992: für das Album Wicked Game - Spanien - 1999: für das Album Chris Isaak | Platin-Schallplatte - Australien - 2000: für das Album Speak of the Devil - 2006: für das Videoalbum Soundstage Presents Chris Isaak - Dänemark - 2023: für die Single Wicked Game - Frankreich - 1995: für das Album Wicked Game - Italien - 2023: für die Single Wicked Game - Kanada - 1991: für das Album Heart Shaped World - Finnland - 1991: für das Album Wicked Game - Neuseeland - 2021: für die Single Wicked Game - Niederlande - 1993: für das Album Wicked Game - Spanien - 1999: für das Album Wicked Game - 2024: für die Single Wicked Game | 2× Platin-Schallplatte - Griechenland - 2024: für die Single Wicked Game - Neuseeland - 1991: für das Album Wicked Game 3× Platin-Schallplatte - Australien - 1999: für das Album Forever Blue - 2002: für das Album Wicked Game - 2007: für das Album Best of Chris Isaak |

Anmerkung: Auszeichnungen in Ländern aus den Charttabellen bzw. Chartboxen sind in ebendiesen zu finden.
| Land/RegionAuszeichnungen für Musikverkäufe (Land/Region, Auszeichnungen, Verkäufe, Quellen) | Silber     | Gold       | Platin       | Verkäufe  | Quellen                                                |
| -------------------------------------------------------------------------------------------- | ---------- | ---------- | ------------ | --------- | ------------------------------------------------------ |
| Australien (ARIA)                                                                            | —          | 6× Gold6   | 11× Platin11 | 925.000   | aria.com.au                                            |
| Dänemark (IFPI)                                                                              | —          | —          | Platin1      | 90.000    | ifpi.dk                                                |
| Deutschland (BVMI)                                                                           | —          | 2× Gold2   | —            | 550.000   | musikindustrie.de                                      |
| Finnland (IFPI)                                                                              | —          | —          | Platin1      | 59.682    | ifpi.fi                                                |
| Frankreich (SNEP)                                                                            | —          | —          | Platin1      | 300.000   | snepmusique.com                                        |
| Griechenland (IFPI)                                                                          | —          | —          | 2× Platin2   | 40.000    | Einzelnachweise                                        |
| Italien (FIMI)                                                                               | —          | —          | Platin1      | 100.000   | fimi.it                                                |
| Kanada (MC)                                                                                  | —          | 2× Gold2   | Platin1      | 200.000   | musiccanada.com                                        |
| Neuseeland (RMNZ)                                                                            | —          | Gold1      | 3× Platin3   | 77.500    | aotearoamusiccharts.co.nz NZ2                          |
| Niederlande (NVPI)                                                                           | —          | —          | Platin1      | 100.000   | nvpi.nl                                                |
| Schweden (IFPI)                                                                              | —          | Gold1      | —            | 50.000    | ifpi.se (Memento vom 21. Mai 2012 im Internet Archive) |
| Schweiz (IFPI)                                                                               | —          | Gold1      | —            | 25.000    | hitparade.ch                                           |
| Spanien (Promusicae)                                                                         | —          | Gold1      | 2× Platin2   | 210.000   | elportaldemusica.es                                    |
| Vereinigte Staaten (RIAA)                                                                    | —          | 3× Gold3   | 3× Platin3   | 4.500.000 | riaa.com                                               |
| Vereinigtes Königreich (BPI)                                                                 | 2× Silber2 | —          | 4× Platin4   | 1.720.000 | bpi.co.uk                                              |
| Insgesamt                                                                                    | 2× Silber2 | 17× Gold17 | 31× Platin31 |           |                                                        |

## Filmografie (Auswahl)
- 1988: Die Mafiosi-Braut (Married to the Mob)
- 1991: Das Schweigen der Lämmer (The Silence of the Lambs)
- 1992: Twin Peaks – Der Film (Twin Peaks: Fire Walk with Me)
- 1993: Little Buddha
- 1996: Grace of My Heart
- 1996: Friends (Fernsehserie, Folge 2x12)
- 1996: That Thing You Do!
- 1999: Blue Ridge Fall
- 2001–2004: The Chris Isaak Show (47 Episoden)
- 2004: A Dirty Shame
- 2008: The Informers
- 2009: American Dad (1 Episode)
- 2011: The Cleveland Show (2 Episoden)
- 2014: Twin Peaks: The Missing Pieces